# Thecla chlamys
Thecla chlamys är en fjärilsart som beskrevs av Druce 1907. Thecla chlamys ingår i släktet Thecla och familjen juvelvingar. Inga underarter finns listade i Catalogue of Life.